# 布宜诺斯艾利斯地铁D线
D线（西班牙語：Línea D）是布宜诺斯艾利斯地铁六条线路之一，列車往返於中央商务区的主教座堂站到贝尔格拉诺与努涅斯的图库曼议会站。线路于1937年6月3日开通，成为第四条向公众服务的路线。线路穿过北对角线大道、科尔多瓦大道、圣菲大道以及卡比尔多大道下方，全长10,6公里，共设16个车站。每个工作日运送约357,000名乘客。与A线、C线、E线和H线一样，使用架空电缆通电。

## 历史
|                              | 主教座堂站              |
|                              | 7月9日站                |
|                              | 法院站                  |
|                              | 卡亚俄                  |
|                              | 医学院站                |
|                              | 普埃雷东站              |
|                              | 阿奎罗站                |
|                              | 布尔内斯站              |
|                              | 斯卡拉布里尼·奥尔蒂斯站 |
|                              | 意大利广场站            |
|                              | 巴勒莫站                |
| 1944年至1966年间车站饰带颜色 |                         |

D线是西班牙公司CHADOPyF，继1934年11月C线后，建造的第二条路线。施工于1935年开始，第一部分工程从主教座堂站到法院站于1937年落成，全长1.7公里，其中包括与C线交汇的300米。三年后，开通到巴勒莫意大利广场，线路全长达到6.5公里。
尽管卡兰萨部长站于1993年全面向公众开放，但自1988年可以通过穿梭列车抵达卡兰萨部长临时停靠站。自那年起，扩建工程进度加快了，并要求招标建设另外四个车站（奥列罗斯站、何塞·埃尔南德斯站、宣誓站以及图库曼议会站），使地铁穿过科勒加勒斯区、贝尔格拉诺区和努涅斯区。
起初规划最后一站是图库曼议会站之后的曼努埃拉·佩德拉萨。然而最后决定在终点站后只建一个同名的车库。
线路最后四个车站分别于1997年、1998年、1999年以及2000年开通。
2016年6月，D线对CBTC和站台门进行招标。

## 路线
D线穿过北对角线大道、科尔多瓦大道、圣菲大道以及卡比尔多大道下方，连接圣尼古拉斯区、巴尔瓦内拉区、雷科莱塔区、巴勒莫区、科莱希亚莱斯区、贝尔格拉诺区和努涅斯区。

## 车站
| 车站                    | 开放日期       | 区                                     | 换乘 |
| ----------------------- | -------------- | -------------------------------------- | ---- |
| 主教座堂站              | 1937年6月3日   | 圣尼古拉斯区                           |      |
| 七月九日站              | 1937年6月3日   | 圣尼古拉斯区                           |      |
| 法院站                  | 1937年6月3日   | 圣尼古拉斯区                           |      |
| 卡亚俄站                | 1938年3月29日  | 巴尔瓦内拉区、雷科莱塔区和圣尼古拉斯区 |      |
| 医学院站                | 1938年6月10日  | 巴尔瓦内拉区和雷科莱塔区               |      |
| 普埃雷东站              | 1938年9月5日   | 雷科莱塔区                             |      |
| 阿奎罗站                | 1938年9月5日   | 雷科莱塔区                             |      |
| 布尔内斯站              | 1938年12月29日 | 巴勒莫区                               |      |
| 斯卡拉布里尼·奥尔蒂斯站 | 1938年12月29日 | 巴勒莫区                               |      |
| 意大利广场站            | 1938年12月29日 | 巴勒莫区                               |      |
| 巴勒莫站                | 1940年2月23日  | 巴勒莫区                               |      |
| 卡兰萨部长站            | 1993年12月1日  | 巴勒莫区                               |      |
| 奥列罗斯站              | 1997年5月31日  | 科莱希亚莱斯区和巴勒莫区               |      |
| 何塞·埃尔南德斯站       | 1997年11月13日 | 贝尔格拉诺区和科莱希亚莱斯区           |      |
| 宣誓站                  | 1999年6月21日  | 贝尔格拉诺区                           |      |
| 图库曼议会站            | 2000年4月27日  | 贝尔格拉诺区和努涅斯区                 |      |

## 图廊

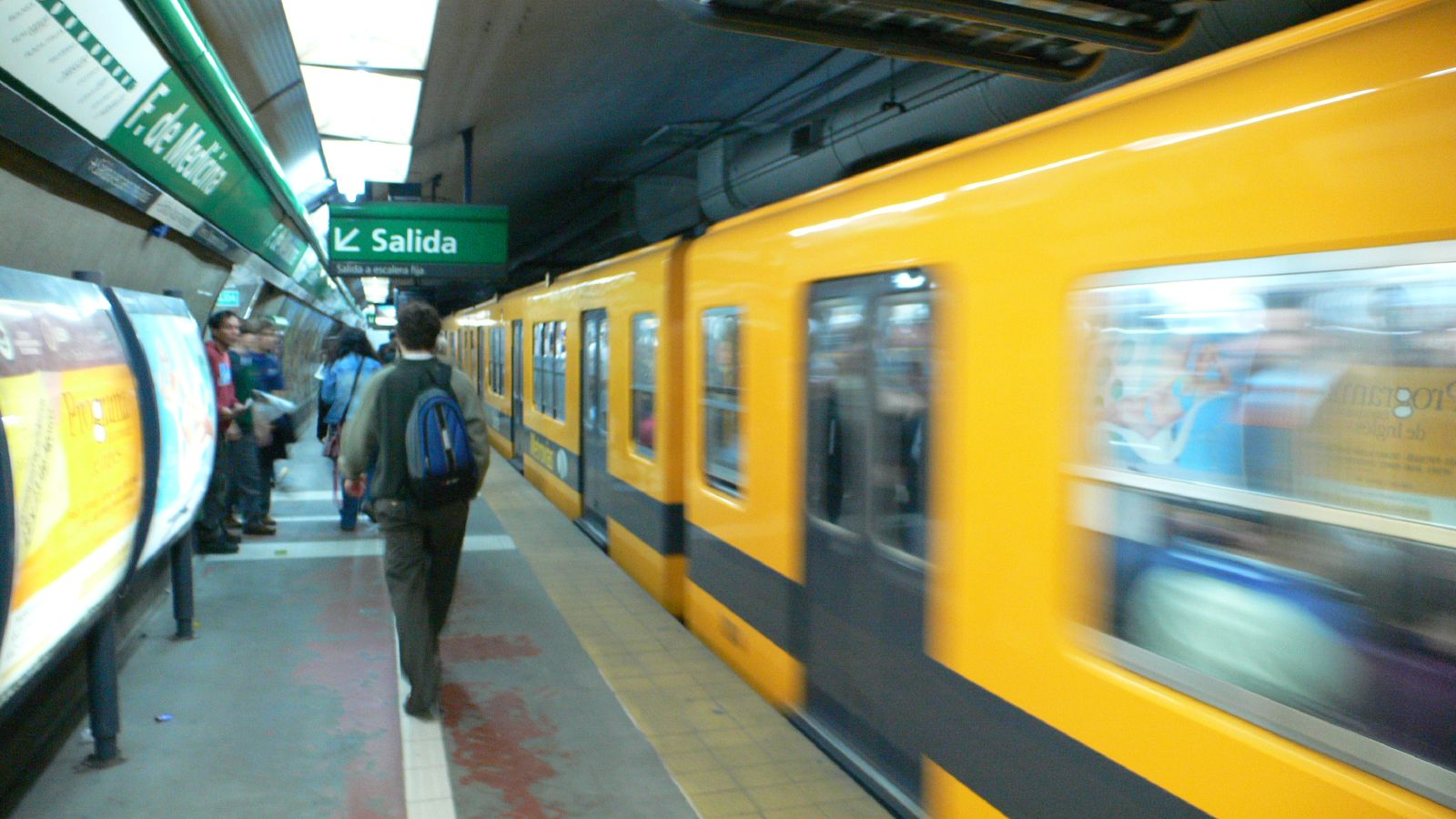
医学院站
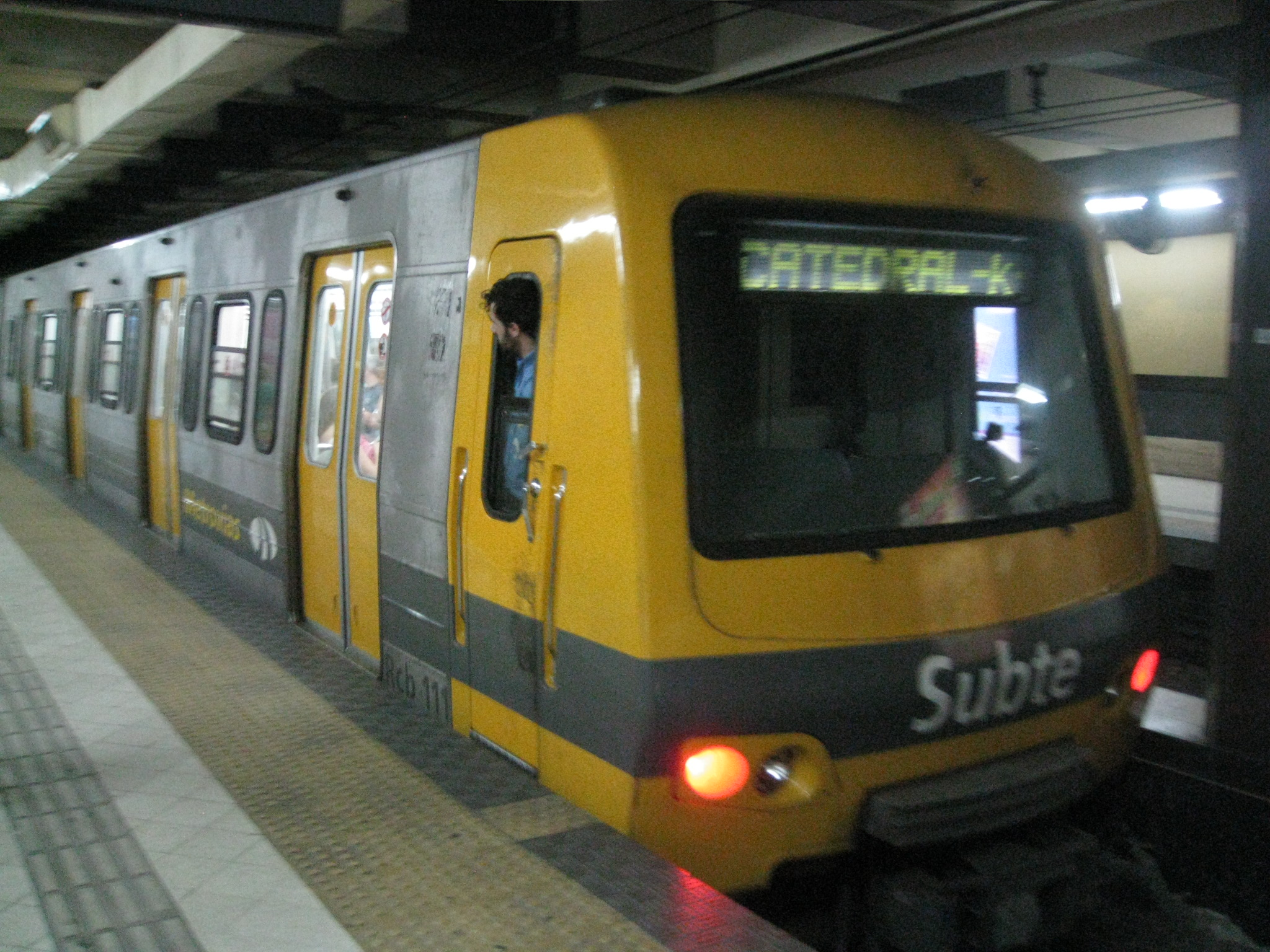
D线列车
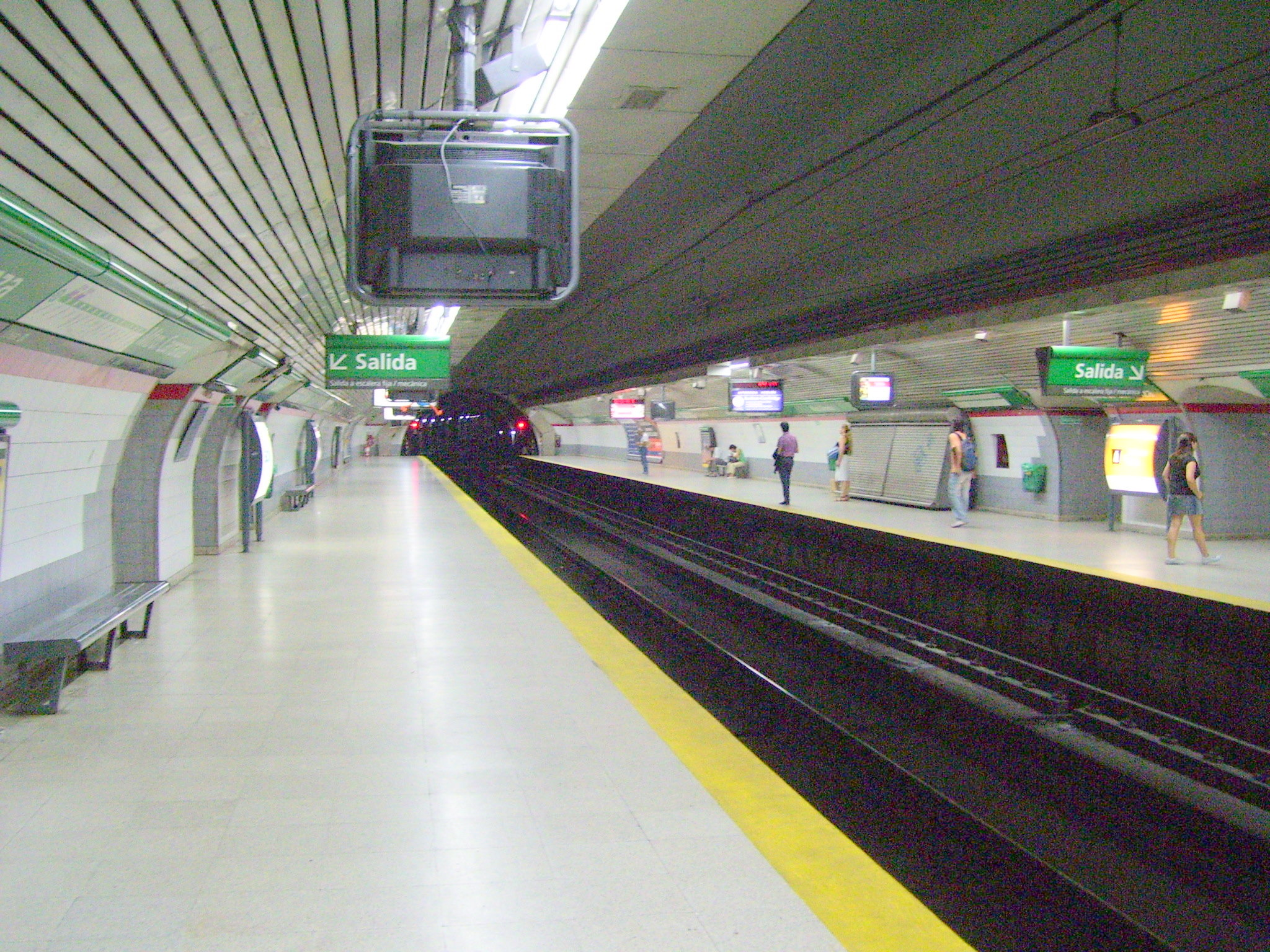
卡兰萨部长站
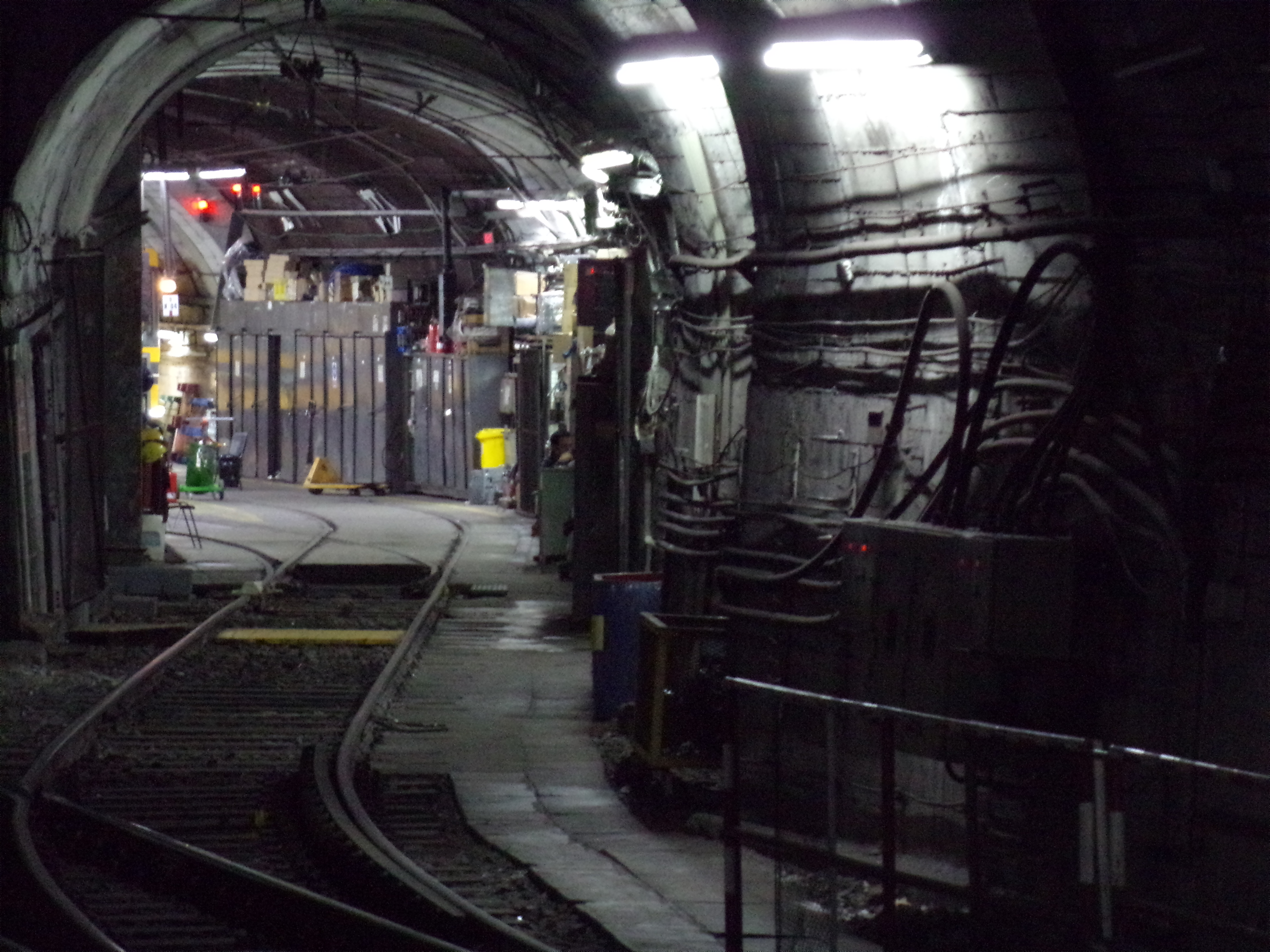
从斯卡拉布里尼·奥尔蒂斯站看到的坎宁车间。
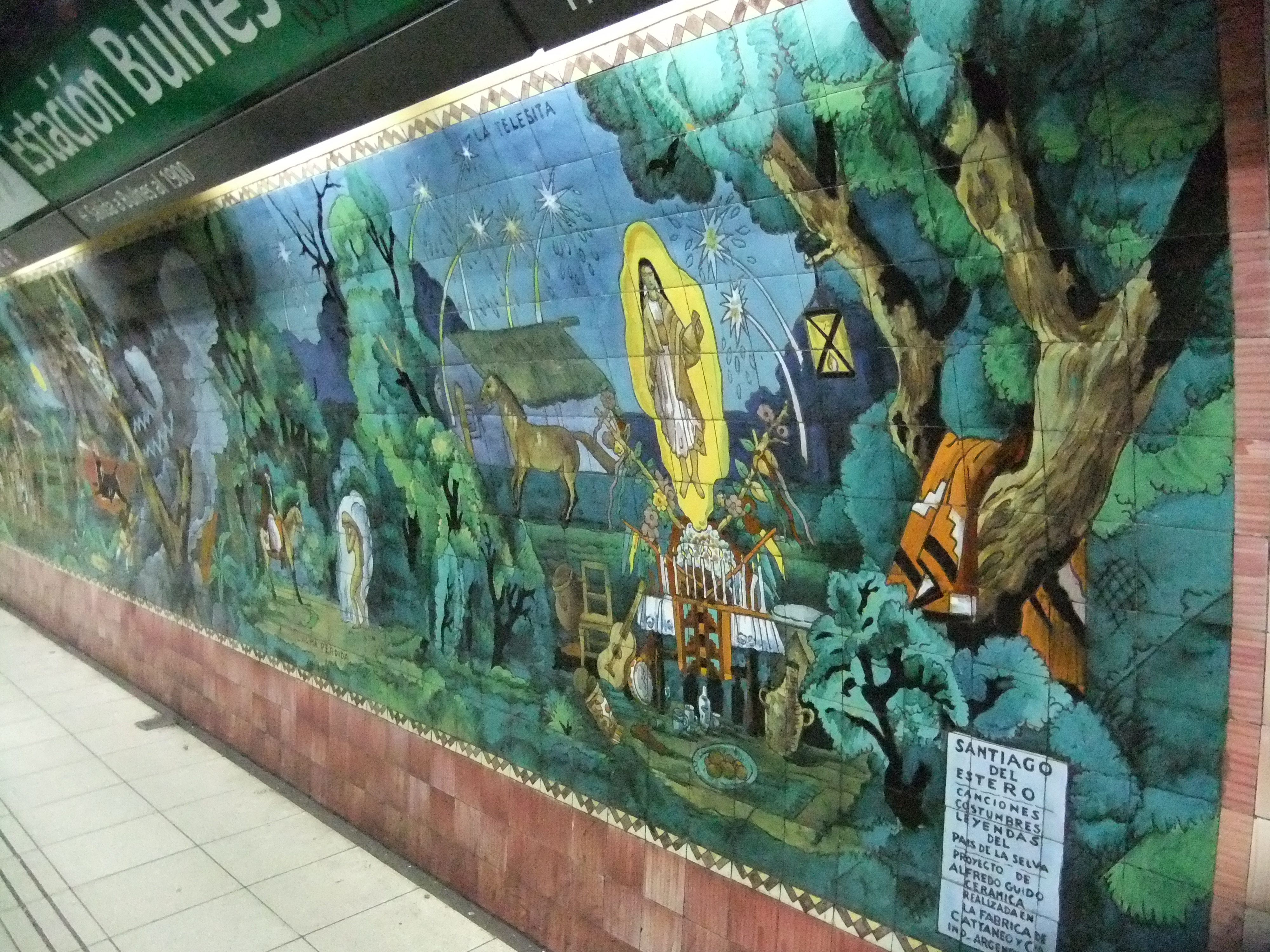
布尔内斯站的壁画